# Crates de Tebas
Crates (em grego clássico: Κράτης; c. 365 – c. 285 BC) de Tebas foi um filósofo cínico. Crates doou seu dinheiro para viver uma vida de pobreza nas ruas de Atenas. Casou-se com Hipárquia que vivia da mesma maneira que ele fez. Respeitado pelo povo de Atenas, ele é lembrado por ser o professor de Zenão de Cítio, o fundador do Estoicismo. Vários fragmentos de ensinamentos de Crates sobreviveram, incluindo sua descrição do estado cínico ideal.

## Biografia
Crates nasceu em c. 365 a.C. em Tebas (Grécia). Ele era o filho de Ascondo e o herdeiro de uma grande fortuna, que ele disse ter renunciado para viver uma vida de pobreza em Atenas. Diógenes Laércio preserva várias versões diferentes desta história; uma delas tem Crates dando seu dinheiro para os cidadãos de Tebas, aparentemente depois de ver a história do rei mendigo Télefo em uma tragédia; enquanto em outra versão ele deixou seu dinheiro nas mãos de um banqueiro, com o acordo de que ele deveria entregá-lo a seus filhos, a menos que eles também se tornassem filósofos, neste caso o dinheiro deveria ser distribuído entre os pobres.
Crates se mudou para Atenas onde a tradição diz que se tornou um discípulo de Diógenes de Sínope; a relação precisa entre Crates e Diógenes é incerta, mas há uma aparente referência a Crates se referindo a si mesmo como "um concidadão de Diógenes, aquele que desafiou todas as parcelas da inveja." Crates Também é descrito como sendo aluno de Brison de Acaia, e de Estilpo. Ele viveu uma vida de simplicidade e Plutarco, que escreveu uma biografia detalhada de Crates que não chegou até os dias atuais, fez um registro de que tipo de homem Crates foi:
Mas Crates, que apenas tinha uma carteira e um manto esfarrapado ria de sua vida jocosamente, como se estivesse sempre em um festival.
É dito que era um pouco deformado, com uma perna manca e ombros curvados. Ele foi apelidado de o "abridor de portas" (em grego:  θυρεπανοίκτης) porque podia entrar em qualquer casa e as pessoas o recebiam com bom grado e com honra:
Ele costumava entrar nas casas de seus amigos, sem ser convidado ou chamado, a fim de conciliar os membros da família, mesmo que fosse evidente que eles estavam profundamente em desacordo. Ele não os reprovava duramente, mas de uma forma suave, de uma forma não-acusatória para aqueles a quem estava corrigindo, porque ele queria estar a serviço deles, bem como para aqueles que estavam apenas ouvindo.